# Dimalata
Dimalata — група членистоногих з надкласу неповновусих, що виділяється в деяких класифікаціях і об'єднує симфіл і комах.
Група характеризується такими апоморфіями:
- Голова початково складається з 5 сегментів, три з яких несуть кінцівки ротового апарату;
- Максили перші (перша пара нижніх щелеп) мають унікальну будову. Перший членик максили розділений на дві рухливо зчленовані частини — поперечно спрямований кардо (cardo) та поздовжньо спрямований стипес (stipes), кожна з цих частин безпосередньо причленована до голови своїм довгим медіальним боком. Від заднього краю кожної з частин ведуть м'язи до ендоскелета голови. На дистальному кінці стипес несе жувальну частку — лацинію (lacinia). Латеральніше і дорсальніше від стипеса відходить ще один придаток — галеа (galea), позаду якої від стипеса відходить членистий максилярний щупик (palpus maxillaris). Описана будова властива, переважно, комахам, тоді як у симфіл галеа повністю втрачена, значної редукції зазнали лацинія і максилярний щупик, а зазначене розчленування на кардо і стипес взагалі не спостерігається. Це дозволило частині ентомологів ставити під сумнів близьку спорідненість симфіл і комах;
- Максили другі (друга пара нижніх щелеп) злилися, утворивши непарну нижню губу (labium), яка у симфіл поділена поздовжнім швом, а у комах вдруге поділена на два поперечних членики. На апікальному краї нижня губа несе дві пари виступів — параглос (paraglossae) і глос (glossae), а з боків від них — членисті лабіальні щупики (palpus labiali), у симфіл рудиментарні;
- Сегменти тулуба несуть особливі придатки — втяжні бульбашки і стилуси, які вважаються рудиментами кінцівок.

Існує гіпотеза, за якою Dimalata початково мали 3 диплосегменти, що утворилися із 6 перших сегментів тулуба. Підставою для цієї гіпотези послужили явна диплосегментація симфіл і сліди диплосегментації грудей у комах.
Таксон Dimalata не є загальновизнаним; зокрема, існують інші варіанти класифікації неповновусих, що суперечать теорії споріднення комах і симфіл.